# Suncorp Stadion
A Brisbane Stadion (Lang Park), szponzorációs okokból jelenleg Suncorp Stadion néven ismert, egy multifunkciós stadion Milton külvárosában, Brisbane-ben, az Ausztráliai Queenslandben. The Cauldron néven is becézik. A háromszintes, téglalap alakú sportstadion 52 500 fő befogadására alkalmas. A brisbane-i rögbi liga hagyományos otthona, a modern stadiont ma már rögbi egyesületi és labdarúgó mérkőzésekre is használják, és 136 x 82 méteres téglalap alakú pályával rendelkezik. A stadion fő bérlői a Brisbane Broncos, a Dolphins, a Brisbane Roar, a Queensland Maroons és a Queensland Reds.
A Lang Parkot 1914-ben hozták létre az egykori North Brisbane-i temető helyén; a kezdeti időkben számos sportágnak adott otthont, többek között a kerékpározásnak, az atlétikának és a labdarúgásnak. A park bérleti jogát 1957-ben a Brisbane Rugby League vette át, mielőtt Queenslandben a sportág otthona lett (és a mai napig az is maradt). A modern átalakítás óta Queenslandben a fontosabb rögbiegyesületi és futballmérkőzéseknek is otthont ad, többek között a Queensland Reds és a Brisbane Roar, valamint néhány Wallabies-, Matilda- és Socceroos-meccsnek. A 2021-es NRL nagydöntő mellett a 2008-as és a 2017-es Rugby League World Cup döntőjének is otthont adott. Ezen kívül a pálya adott otthont a rögbi-világbajnokság negyeddöntőinek és két Super Rugby-nagydöntőnek, mindkét alkalommal a Queensland Reds győzelmével. A helyszín adott otthont a 2023-as FIFA női világbajnokság több mérkőzésének, köztük a harmadik helyért rendezett mérkőzésnek, valamint a 2032-es nyári olimpiai játékokon a rögbi és a labdarúgó-bajnokságnak, köztük a férfi és a női labdarúgás aranyéremért zajló mérkőzéseinek.

## Fordítás
Ez a szócikk részben vagy egészben  a   Lang Park című angol Wikipédia-szócikk fordításán alapul.  Az eredeti cikk szerkesztőit annak laptörténete sorolja fel. Ez a jelzés csupán a megfogalmazás eredetét és a szerzői jogokat jelzi, nem szolgál a cikkben szereplő információk forrásmegjelöléseként.